# Scieurac-et-Flourès
Scieurac-et-Flourès é uma comuna francesa na região administrativa de Occitânia, no departamento de Gers. Estende-se por uma área de 5,38 km². Em 2010 a comuna tinha 43 habitantes (densidade: 8 hab./km²).